# ولادیمیر گیگائوری
ولادیمیر گیگائوری (۲۲ ژوئیهٔ ۱۹۳۴ – ۱ ژانویهٔ ۲۰۰۶) یک دانشمند مشهور گرجی و اهل شوروی در زمینه‌های پزشکی، مهندسی پزشکی، نظامی و فضا بود. او بیشتر به خاطر جت اینجکتور تزریق، ابزار حفاظت تنفسی مورد استفاده در فضا و انجام اولین کاشت قلب مصنوعی روی یک گوساله در شوروی شناخته می‌شود.